# 9 mai
ianuarie • februarie • martie  • aprilie  • mai  • iunie  • iulie  • august  • septembrie  • octombrie  • noiembrie  • decembrie
9 mai este a 129-a zi a calendarului gregorian și ziua a 130-a în anii bisecți. Mai sunt 236 de zile până la sfârșitul anului.

## Evenimente

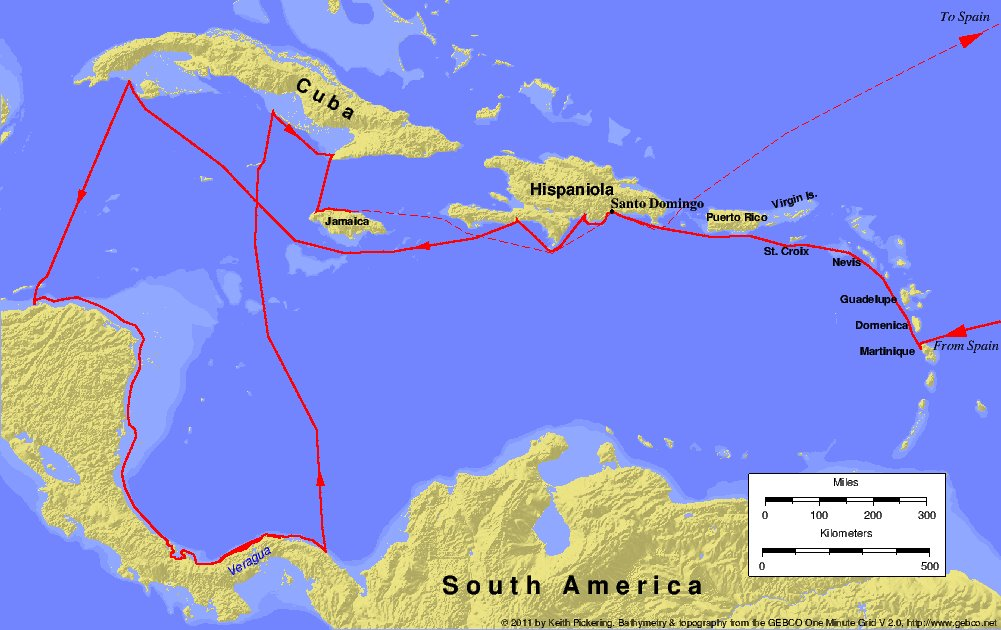
1502: Cristofor Columb, cu fratele său Bartolomeo ca secund la comandă și cu fiul său Fernando, a părăsit Cádiz cu nava sa amiral Santa María și cu alte trei nave, echipate cu 140 de oameni pentru cea de-a patra și ultima călătorie către „Lumea Nouă”.

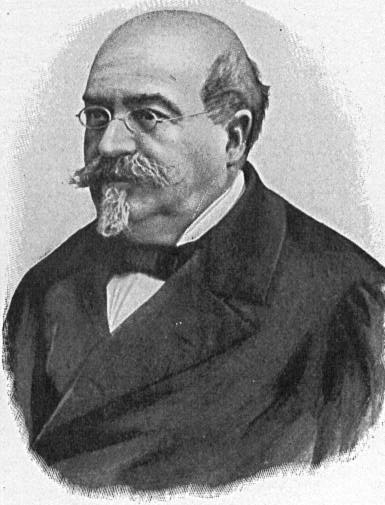
1877: Mihail Kogălniceanu citește în Adunarea Deputaților Declarația de Independență a României. Această zi va deveni Ziua Independenței în România.

- 1087: Pomenirea mutării moaștelor sfântului Nicolae de la Mira la Bari, în anul 1087, când regiunea Mira Lichiei a căzut în mâinile turcilor.
- 1502: Cristofor Columb, cu fratele său Bartolomeo ca secund la comandă și cu fiul său Fernando, a părăsit Cádiz cu nava sa amiral Santa María și cu alte trei nave, echipate cu 140 de oameni pentru cea de-a patra și ultima călătorie către „Lumea Nouă”.[1]
- 1877: Mihail Kogălniceanu proclamă independența României în fața Adunării Deputaților. Moțiunea votată și aprobată de Adunare va fi reluată cu mici modificări în ședința de seară a Senatului și aprobată în unanimitate. România își proclamase oficial independența.
- 1941: Nava de război britanică HMS Bulldog, împreună cu alte două nave, reușește să deturneze submarinul german U-110. Aceștia capturează o mașină de cifrat Enigma, cu care traficul radio al marinei germane va putea fi ulterior decriptat.
- 1945: Al Doilea Război Mondial: La cartierul general sovietic din Berlin s-a semnat actul de capitulare necondiționată a Germaniei – act care a marcat sfârșitul celui de-Al Doilea Război Mondial pe teatrul european de război (dar nu și în Asia).
- 1946: Regele Victor Emanuel al III-lea al Italiei abdică în favoarea fiului său Umberto al II-lea, acesta domnind doar o lună.
- 1949: Rainier al III-lea de Monaco a devenit Prinț de Monaco.
- 1950: Robert Schuman, ministrul de externe al Franței, a propus formarea C.E.C.O..
- 1955: Războiul rece: Republica Federală Germană a intrat în NATO.
- 1956: Prima ascensiune pe Manaslu, Nepal al optulea munte ca înălțime din lume, de către o echipă japoneză.
- 1960: SUA au devenit primul stat care a legalizat pilula contraceptivă.
- 1974: Comitetul juridic al Camerei Reprezentanților din Statele Unite a început audierea martorilor în vederea declanșării procedurii de destituire a președintelui Richard Nixon.
- 1978: Fostul prim-ministru italian creștin democrat, Aldo Moro, a fost ucis după 55 de zile de la răpire, de către grupul terorist "Brigăzile Roșii" (Brigate Rosse).
- 1979: La cea de-a XII-a ediție a Campionatului european de gimnastică de la Copenhaga, Nadia Comăneci a câștigat, pentru a treia oară consecutiv, titlul european absolut și intră în posesia trofeului – performanță unică în istoria competiției.
- 1980: În Iran, Ayatollahul Khomeini a aprobat în calitate de șef al statului, noua stemă de stat, unde poate fi citită și semnătura stilizată a cuvântului Allah.
- 1990: În Piața Universității, 68 oameni au făcut greva foamei pentru susținerea punctului 8 al Proclamației de la Timișoara.
- 1993: Inaugurarea noului Memorial al victoriei, înălțat pe dealul Poklonnâi din Moscova.
- 1993: Primele alegeri democratice prezidențiale în Paraguay, după domnia dictatorului Alfredo Stroessner. Juan Carlos Wasmosy este ales președinte care își va prelua funcția din 15 august.
- 1994: Nelson Mandela a fost ales drept primul președinte de culoare al Africii de Sud.
- 1994: România a obținut statutul de partener asociat al Uniunii Europei Occidentale.
- 1994: Senatul Statelor Unite ale Americii a dat undă verde aderării României la Alianța Nord–Atlantică.
- 2003: Vizita Prințului Charles al Regatului Unit în România.
- 2003: A avut loc o premieră mondială medicală la Clinica de Urologie și Transplant Renal din Cluj: un bărbat a fost operat concomitent în partea stângă și în partea dreaptă a corpului, folosindu-se o singură cale de acces. Cei doi medici care au condus operațiile sunt profesorul Mihai Lucan și profesorul Ralph Senner, însoțit de robotul Aesop.
- 2003: Nava spațială Hayabusa a agenției spațiale japoneze JAXA pornește în zborul său către asteroidul 25143 Itokawa. Își va atinge obiectivul doi ani și jumătate mai târziu. Mostre sub formă de granule minuscule de material asteroidian au fost returnate pe Pământ la bordul navei spațiale la 13 iunie 2010.
- 2018: Mahathir Mohamad a câștigat alegerile și a devenit prim-ministrul Malaeziei. Înainte de asta, a fost prim-ministru între 1981 și 2003.

## Nașteri
- 1147: Minamoto no Yoritomo, fondator japonez și primul shogun al Shogunatului Kamakura al Japoniei (d. 1199)
- 1170: Valdemar al II-lea al Danemarcei (d. 1241)
- 1439: Papa Pius al III-lea (d. 1503)
- 1837: Adam Opel, inginer și industrialist german (d. 1895)
- 1860: James Matthew Barrie, dramaturg și prozator scoțian (d. 1937)
- 1876: Henri Vincent-Anglade, pictor francez (d. 1956)
- 1877: Lucílio de Albuquerque, pictor brazilian (d. 1939)
- 1877: Hovsep Pushman, pictor armeno-american (d. 1966)
- 1883: José Ortega y Gasset, filosof, scriitor spaniol (d. 1955)
- 1886: Rudolf Schweitzer–Cumpăna, pictor și grafician român (d. 1975)

Minamoto no Yoritomo, primul shogun Kamakura
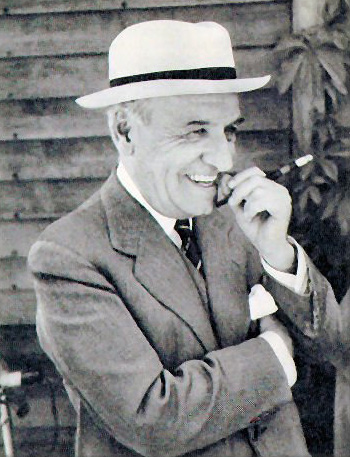
José Ortega y Gasset, filosof, scriitor spaniol
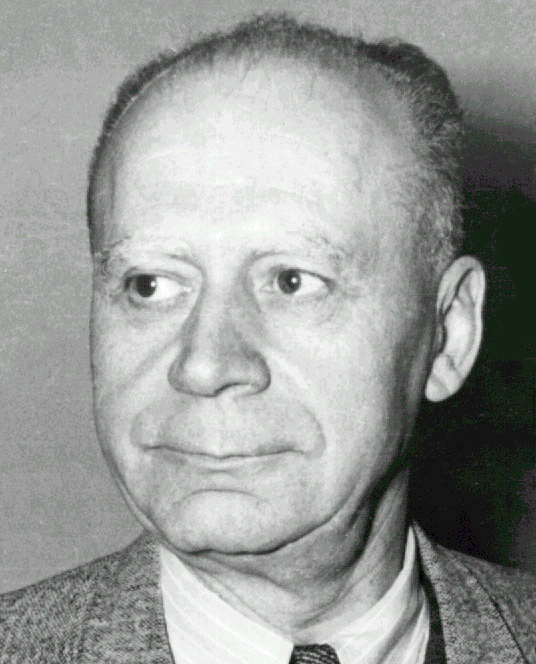
Lucian Blaga, poet, dramaturg, filozof român

- 1892: Zita de Bourbon-Parma (d. 1989)
- 1895: Lucian Blaga, poet, dramaturg, filozof și eseist român (d. 1961)
- 1907: Baldur von Schirach, politician german, oficial nazist (d. 1974)
- 1914: Carlo Maria Giulini, dirijor italian (d. 2005)
- 1920: Richard Adams, scriitor britanic (d. 2016)
- 1924: Bulat Okudjava, scriitor, poet și cantautor rus (d. 1997)
- 1925: Georges Conchon, scriitor francez, câștigător al Premiului Goncourt în 1964 (d. 1990)
- 1930: Andrei Avram, lingvist român (d. 2018);
- 1934: Alan Bennett, scriitor britanic

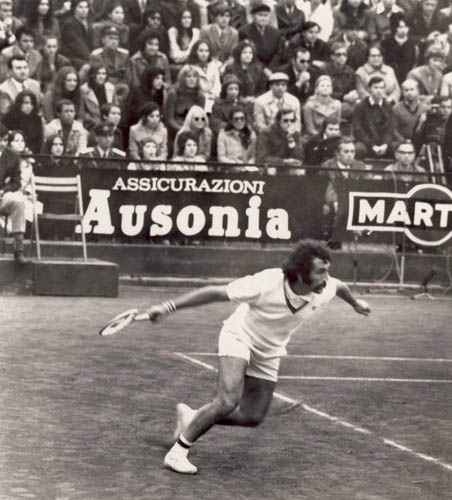
Ion Țiriac, tenismen român, om de afaceri
Billy Joel, muzician american
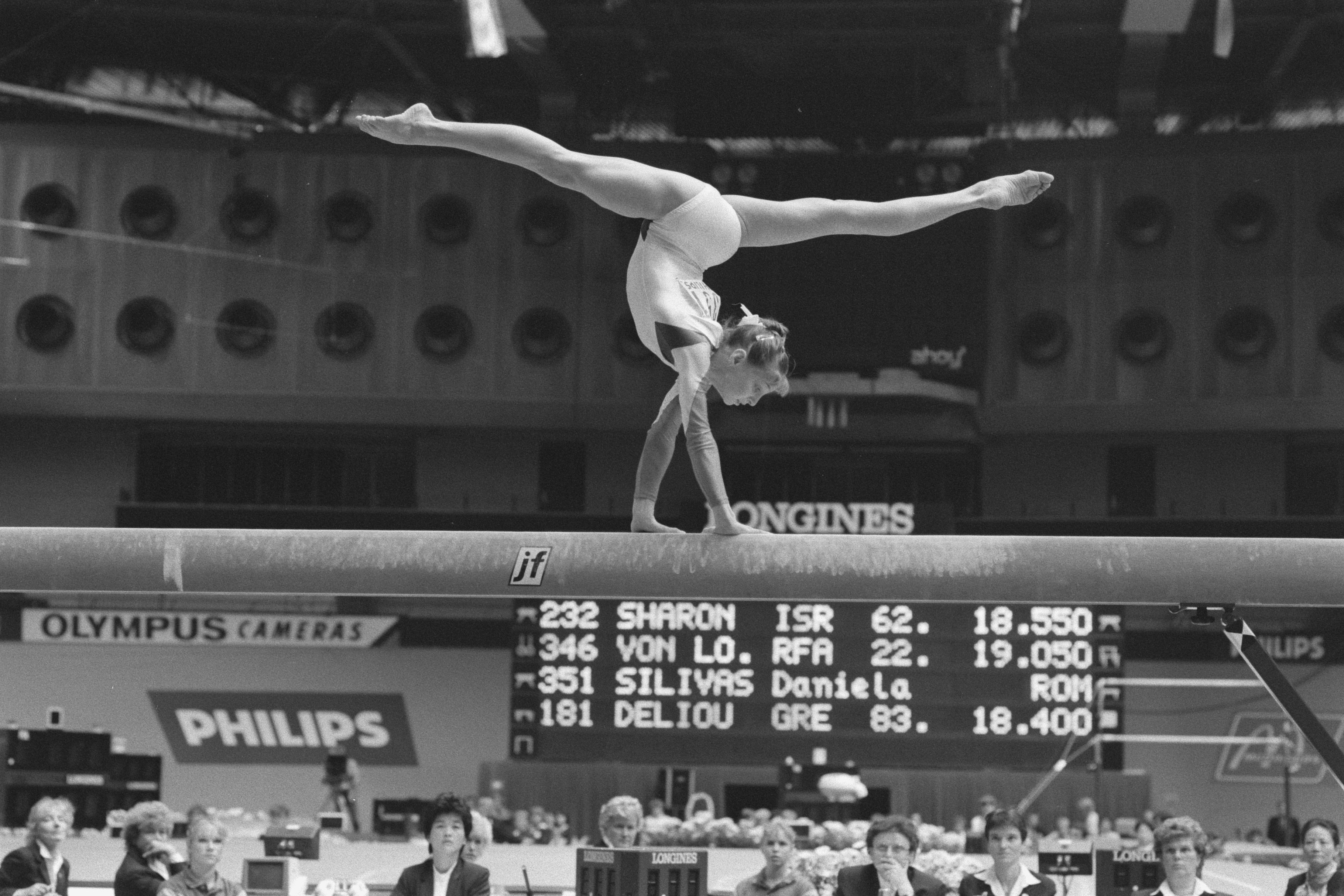
Daniela Silivaș, gimnastă română

- 1936: Glenda Jackson, actriță și politiciană americană (d. 2023)
- 1939: Ion Țiriac, jucător român de tenis, om de afaceri
- 1945: Marius Țeicu, compozitor român
- 1946: Candice Bergen, actriță americană
- 1949: Billy Joel, muzician american
- 1958: Cristian Șofron, actor român
- 1959: János Áder, președintele Ungariei (2012-2022)
- 1962: Dave Gahan, muzician englez, vocalist trupa „Depeche Mode"
- 1970: Daniela Silivaș, gimnastă română
- 1977: Marek Jankulovski, fotbalist ceh
- 1980: Nicolae Dică, fotbalist român

## Decese
- 1657: William Bradford, guvernatorul coloniei Plymouth din Massachusetts (n. 1590)
- 1805: Friedrich von Schiller, dramaturg, poet, prozator, estetician și istoric literar german (n. 1759)
- 1850: Joseph Louis Gay-Lussac, fizician și chimist francez (n. 1778)
- 1873: Stéphanie de Virieu, pictoriță și sculptoriță franceză (n. 1785)
- 1907: Manuel Ussel de Guimbarda, pictor spaniol (n. 1833)
- 1914: Paul Héroult, fizician francez (n. 1863)
- 1918: George Coșbuc, poet român (n. 1866)
- 1931: Albert Abraham Michelson, fizician de origine germană, laureat al Premiului Nobel (n. 1852)

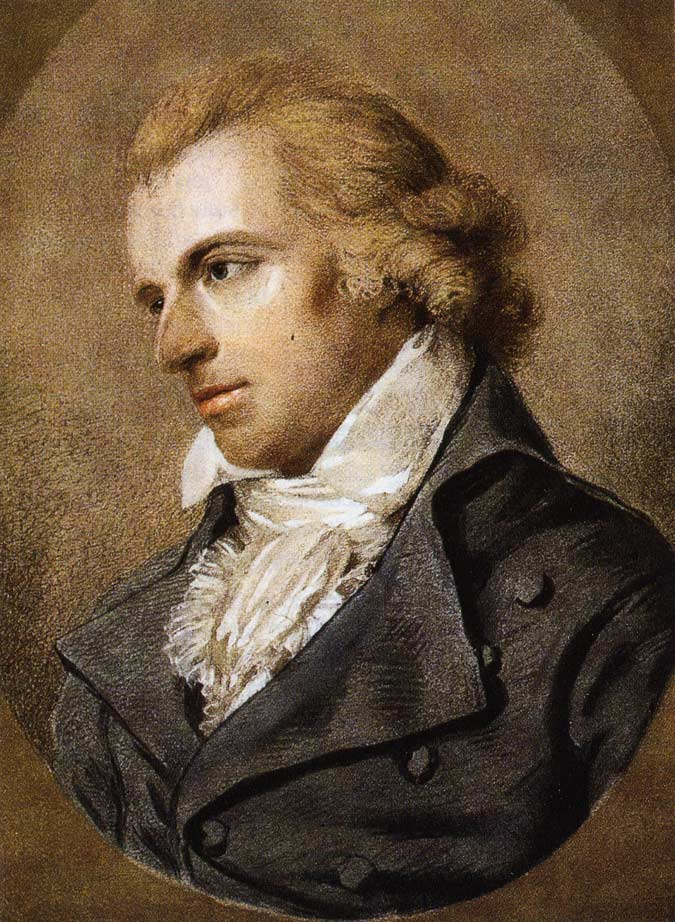
Friedrich von Schiller, dramaturg, poet german
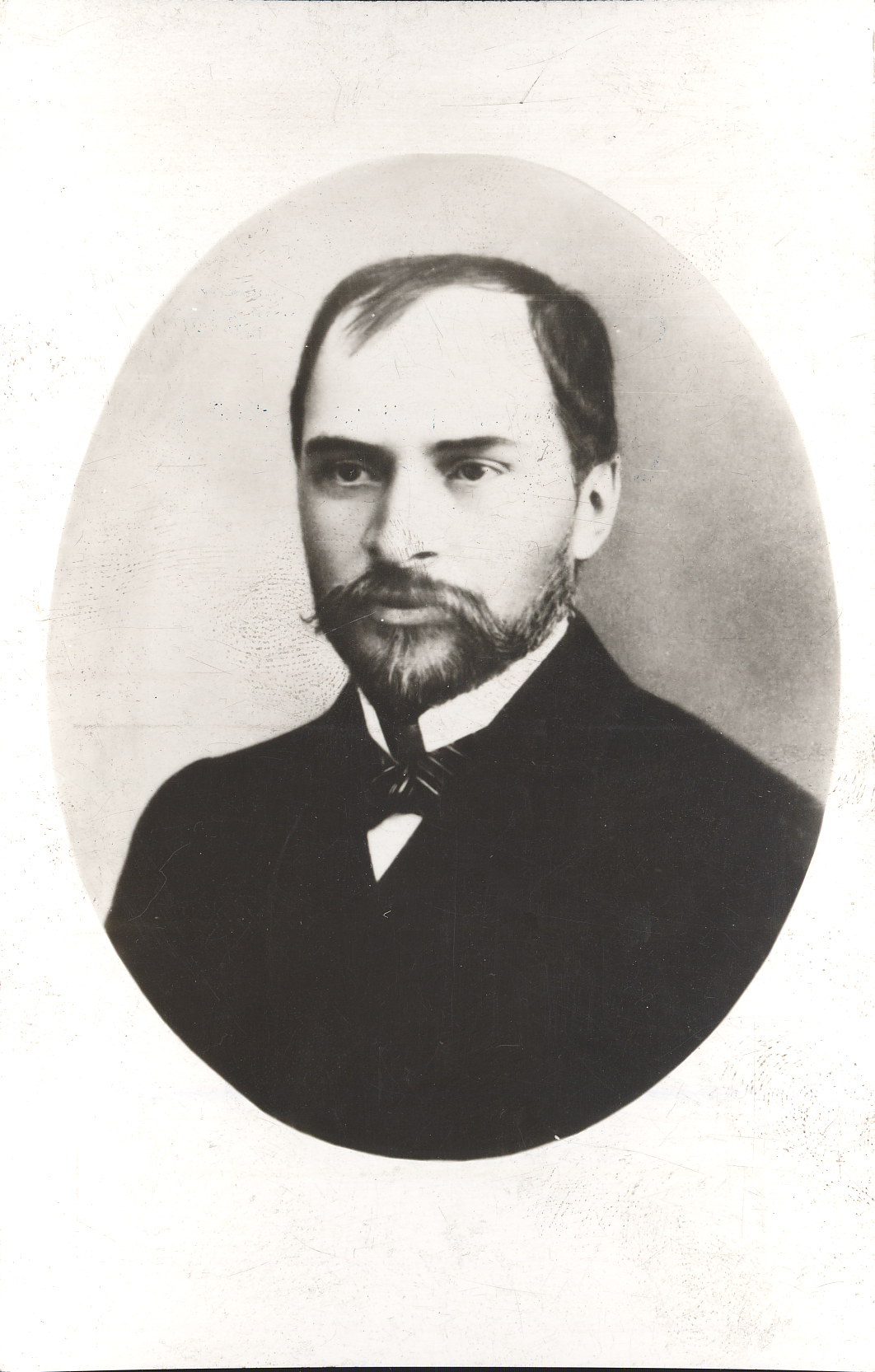
George Coșbuc, poet român
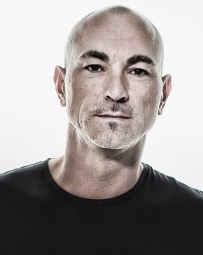
Robert Miles, muzician italian

- 1936: Conrad Schlumberger,  geofizician francez (n. 1878)
- 1946: Pompiliu Constantinescu, critic literar român (n. 1901)
- 1949: Louis al II-lea, Prinț de Monaco (n. 1870)
- 1953: Theodor Fuchs, pianist, compozitor și critic muzical român de origine cehă (n.  1873)
- 1960: René Maran, scriitor francez (n. 1887)
- 1963: Alexandru Rusu, episcop greco-catolic și mitropolit al Bisericii Române Unite cu Roma (n. 1884)
- 1966: Alfred Mendelsohn, compozitor, pedagog și dirijor (n. 1910)
- 1976: Vasile Chiroiu, fotbalist român (n. 1910)
- 1978: Aldo Moro, politician italian (n. 1916)
- 2007: Marcel Marcian, prozator din România (n. 1914)
- 2011: Wouter Weylandt, ciclist belgian (n. 1984)
- 2013: Cătălin Naum, regizor român (n. 1939)
- 2017: Florica Duma, cântăreață de muzică populară (n. 1946)
- 2017: Robert Miles, compozitor, producător, muzician și DJ italian (n. 1969)
- 2020: Little Richard (n. Richard Wayne Penniman), cântăreț, compozitor și muzician american, unul dintre primii muzicieni rock and roll (n. 1932)
- 2020: Traian Tandin, scriitor român de romane polițiste (n. 1945)
- 2024: Roger Corman, producător și regizor american (n. 1926)

## Sărbători
- Uniunea Europeană: Ziua Europei
- CSI (anterior în URSS): Ziua Victoriei